# Germain Derycke
Germain Derycke (Bellegem, 2 de novembre de 1929 - Bellegem, 13 de gener de 1978) va ser un ciclista belga que fou professional entre 1950 i 1961. Durant aquests anys va aconseguir 49 victòries, entre les quals la París-Roubaix, la Milà-Sanremo, la Fletxa Valona, la Lieja-Bastogne-Lieja i el Tour de Flandes. També va assolir dues medalles Campionat del Món de ciclisme.
La seva carrera prometedora es va trencar bruscament després d'un accident de trànsit greu el juliol 1958, després del qual mai no va recobrar completament.

## Palmarès
- 1951
  - Campió de Bèlgica interclubs
  - 1r del Premi d'Heist-aan-zee
  - Vencedor d'una etapa al Tour de França
- 1952
  - 1r de la Brussel·les-Ingooigem
  - 1r del Premi de Wervik
  - Vencedor de 2 etapes de la Volta a Algèria
- 1953
  - 1r de la París-Roubaix
  - 1r de la Volta a Algèria i vencedor de 2 etapes
  - 1r del Premi d'Anzegem
  - 1r del Critèrium d'Hautmont
  -  Medalla de plata del Campionat del Món de ciclisme
  - Vencedor de 2 etapes de la Volta al Marroc
- 1954
  - 1r de la Fletxa Valona
  - 1r de l'A través de Bèlgica i vencedor de 2 etapes
- 1955
  - Campió de Bèlgica interclubs
  - 1r de la Milà-San Remo
  - 1r dels Tres dies d'Anvers
  - 1r del Premi de Soignies
  - 1r del Critèrium de Namur
  -  Medalla de bronze del Campionat del Món de ciclisme
- 1956
  - Campió de Bèlgica interclubs
  - 1r del Omloop Mandel-Leie-Schelde
  - 1r del Circuit de les Muntanyes del Sud-oest
  - 1r del Circuit de Flandes Central
  - 1r del Premi de Desselgem
  - 1r del Premi d'Heist
  - 1r del Premi de Koksijde
  - 1r del Premi de Bracquegnies
  - 1r del Premi d'Ertvelde
  - Vencedor de 2 etapes de la París-Niça
- 1957
  - Campió de Bèlgica interclubs
  - 1r de la Lieja-Bastogne-Lieja
  - 1r del Tour del Nord-oest
  - 1r del Circuit de les Tres Valls Varesines
  - 1r del Tour d'Hesbaye
  - 1r del Critèrium de La Clayette
  - 1r del Premi de Bazel
  - 1r del Premi de Bellegem
  - 1r del Premi d'Anzegem
- 1958
  - Campió de Bèlgica interclubs
  - 1r al Tour de Flandes
  - 1r al Gran Premi de Mònaco
  - Vencedor d'una etapa de la Volta a Sardenya
- 1960
  - Campió de Bèlgica interclubs

### Resultats al Tour de França
- 1951. 43è de la classificació general i vencedor d'una etapa
- 1952. Abandona (3a etapa)
- 1954. Abandona (16a etapa)

### Resultats del Giro d'Itàlia
- 1958. 54è de la classificació general